# Dispersión de los propágulos

Semilla de diente de león(Taraxacum) dispersada por el viento.

En botánica se llama dispersión de los propágulos a las diversas estrategias en relación con los medios físicos que emplean los vegetales como transporte para la dispersión de las semillas. Hay varias formas de promover el alejamiento de los propágulos, que permiten distinguir sobre todo la anemocoria (dispersión por el viento) y la zoocoria (mediante animales).

## Anemocoria
Dispersión de los propágulos por el viento.

### Estepicursores
En botánica, se denominan estepicursores las especies de plantas que viven en zonas esteparias o eriales y que, una vez fructificadas, arranca el viento, transportándolas de acá para allá, rodándolas o arrastrándolas, de manera que sus semillas se suelten y se dispersen. También reciben la denominación de plantas corredoras. En España, son muy características las especies Salsola kali y Eryngium campestre.
Se trata de una modalidad de la anemocoria, en la que el elemento dispersado, también llamado diáspora o disemínulo, es la totalidad o casi totalidad del individuo, si bien esta definición es interpretable al revés, es decir, el elemento dispersable per se incorpora partes de la planta que no tienen función germinativa, en mayor o menor cantidad.

## Zoocoria

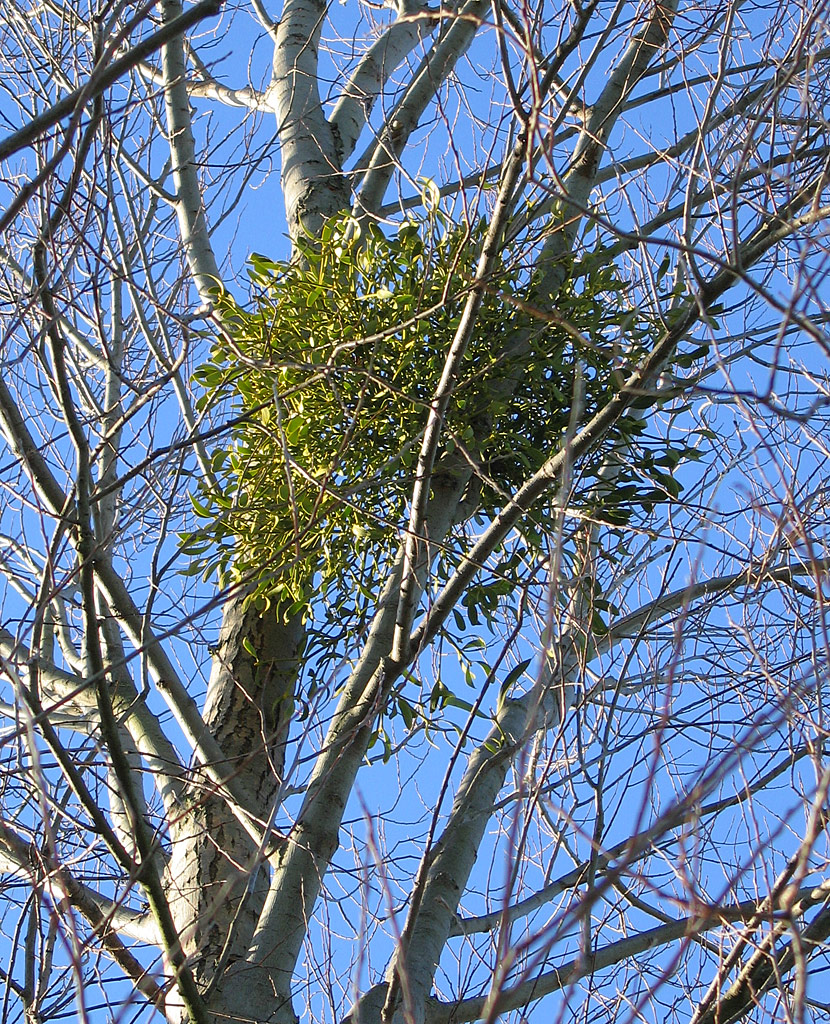
Mata de muérdago (Viscum album) creciendo sobre una rama de chopo (Populus), ejemplo de planta ectozoócora.

En botánica se llama zoocoria a la forma de dispersión de los propágulos en la que el agente que realiza el transporte es un animal.
Las plantas producen propágulos en forma de semillas, desnudas o acompañadas por partes derivadas de otros órganos (fruto), que idealmente deben dispersarse a cierta distancia. La ventaja obtenida de la dispersión lejana es múltiple: la especie encuentra una oportunidad de extender su área; los pies que crecen juntos no estarán tan emparentados (no serán tan «consanguíneos») lo que aumentará el vigor de su progenie común; los nuevos individuos no competirán con la planta madre por el espacio y los nutrientes.
Para la zoocoria las semillas o los frutos presentan partes externas especializadas que facilitan su asociación con los animales. Distinguimos dos modalidades según dónde transporte los propágulos el animal:
- Ectozoocoria también denominada epizoocoria y exozoocoria. Las semillas o frutos se adhieren a la superficie de los animales por medio de sustancias adhesivas o de estructuras mecánicas que favorecen la fijación, tales como ganchos o arpones.

- Endozoocoria. Las semillas son tragadas por determinados animales, atraídos a ello por una testa (cubierta de la semilla), un fruto de consistencia carnosa o algún otro cebo. Los frutos y semillas preparados para ello son portadores de recompensas o señuelos con los que a la vez atraen a sus agentes dispersantes.

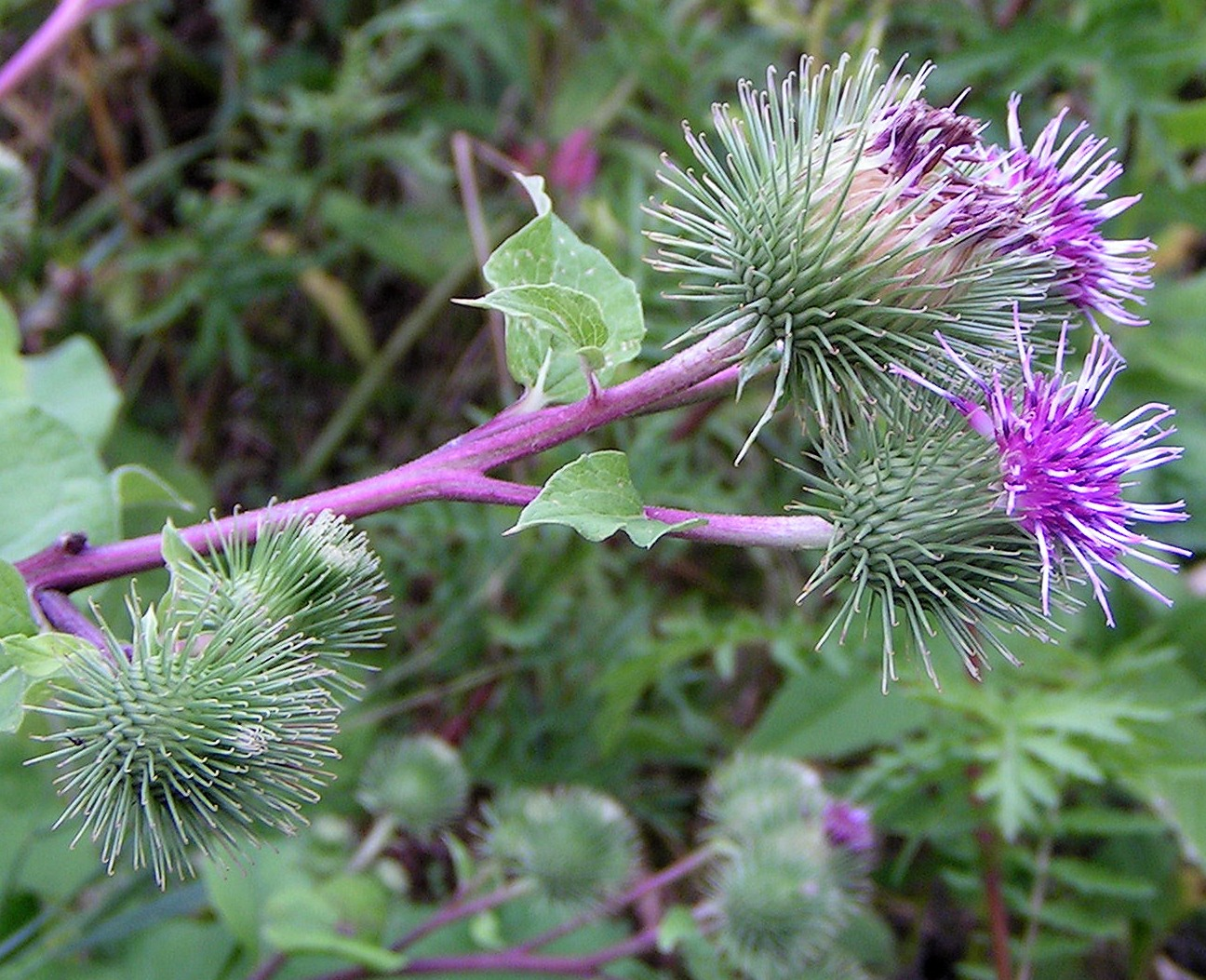
Propágulos del lampazo (Arctium lappa), una planta ectozoócora. Se observan los extremos ganchudos de las brácteas espinosas.

### Endozoocoria
Muchas plantas producen frutos carnosos o semillas carnosas, acuosos, nutritivos, ricos en aromas y de colores vistosos. La adaptación que implican es la atracción de animales, que los devoran. pasando las semillas al tracto digestivo del animal. Las semillas no solo resisten los jugos gástricos, sino que en general no alcanzan la plena capacidad de germinar si no experimentan sus efectos.

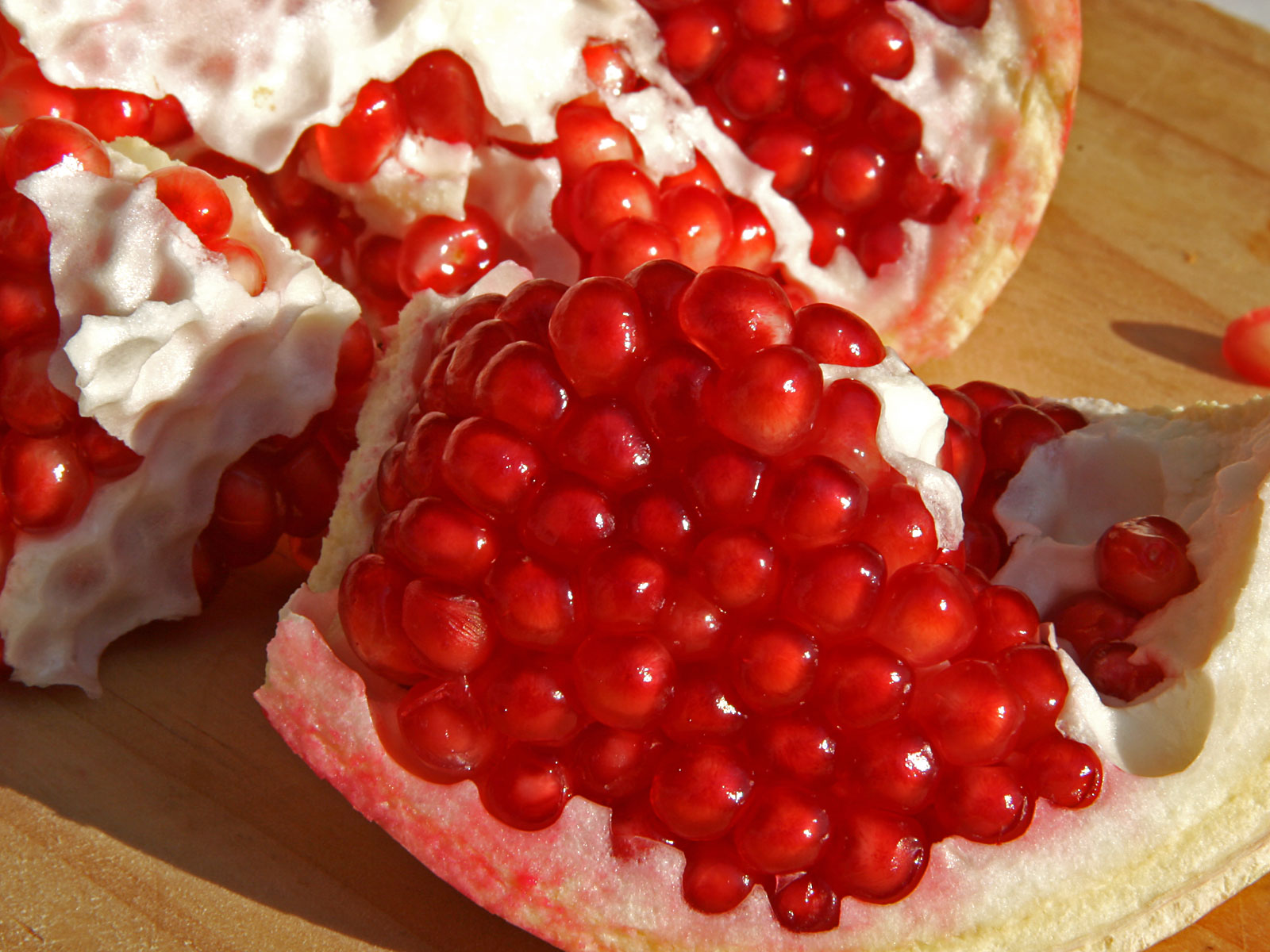
Fruto abierto de Granada mostrando las semillas con sarcotesta carnosa y roja.

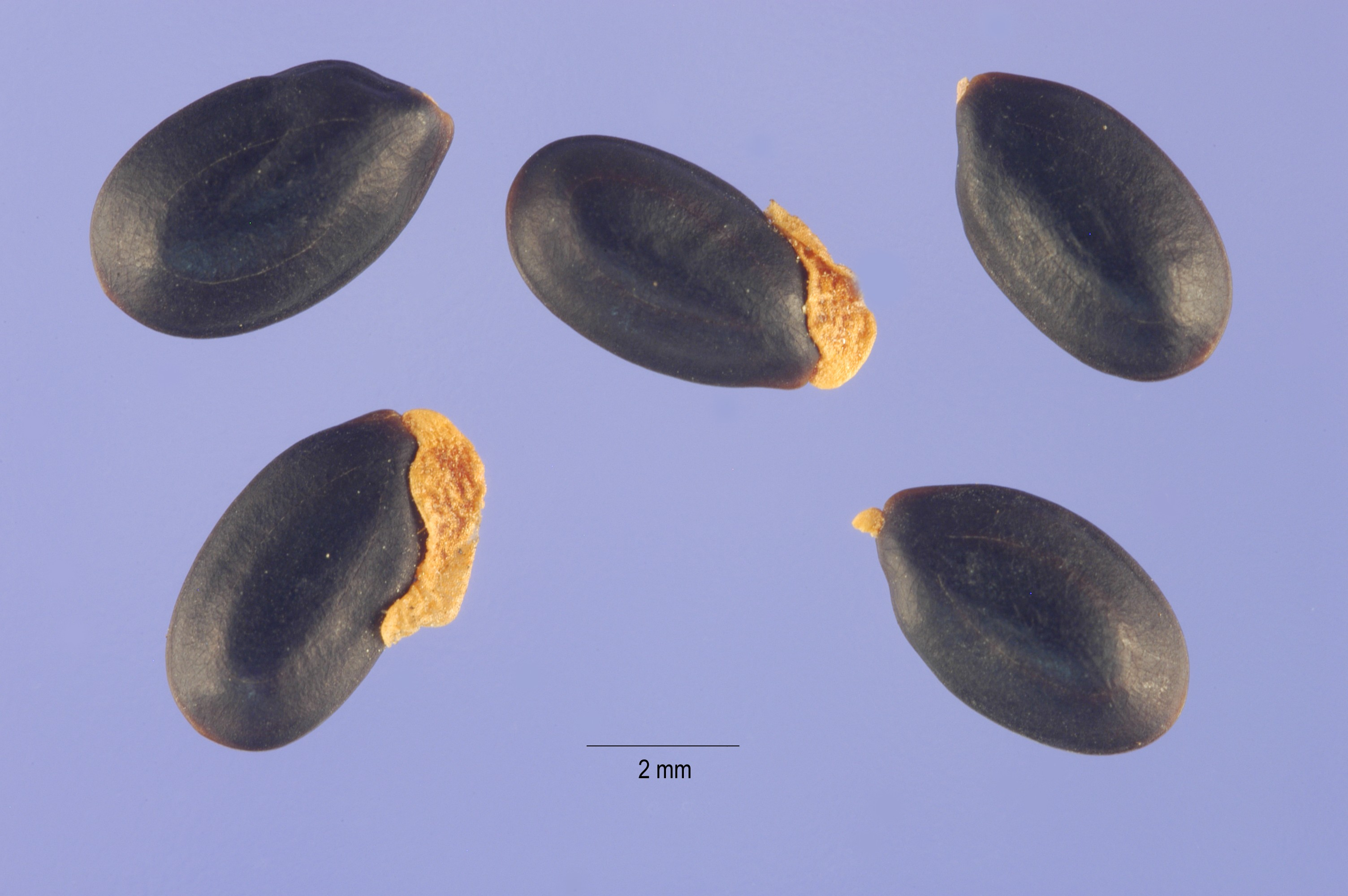
Semillas de Acacia dealbata, algunas portando todavía los eleosomas que sirven de recompensa a las hormigas.

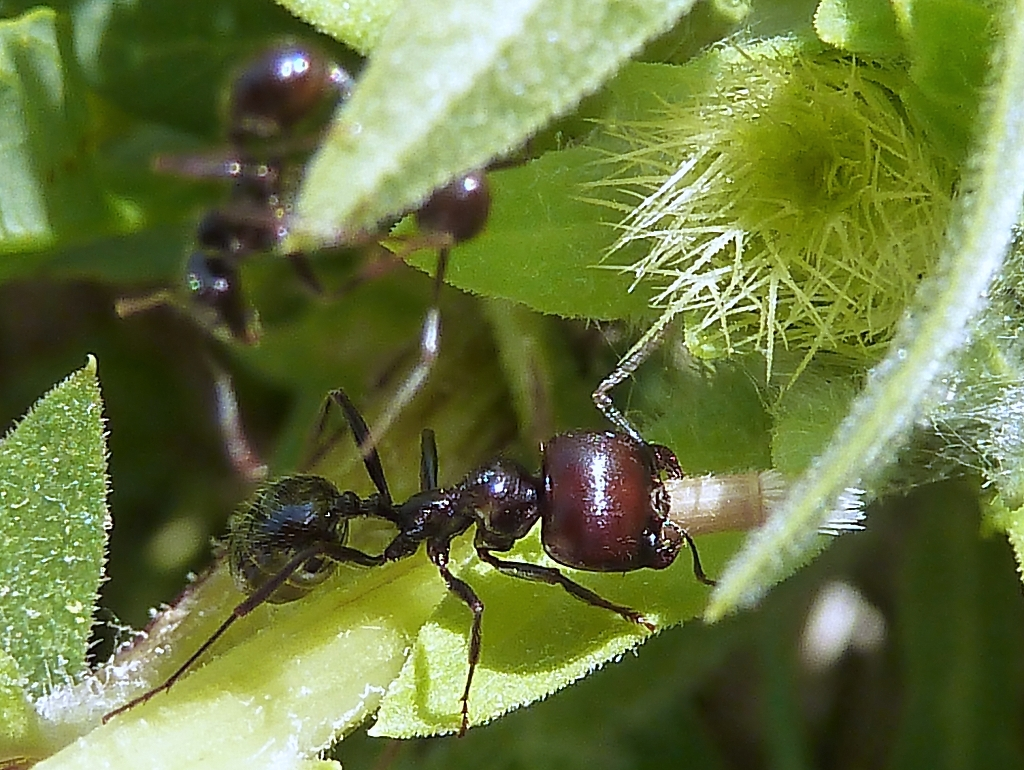
Hormiga cabezona de Messor barbarus llevándose al nido una cipsela con eleosoma de Centaurea pullata.

Las aceitunas, por ejemplo, deben ser tragadas, antes de germinar; lo que hacen aves de tamaño medio como las urracas. Son abundantes los frutos pequeños de color más o menos intensamente rojo, como las cerezas, que deben seguir este tratamiento. Su color se corresponde precisamente con la máxima sensibilidad del ojo de las aves, el equivalente de lo que representa el amarillo en nuestra propia visión. Muchos frutos tropicales amarillos o anaranjados están adaptados a ser devorados por monos. Se interpreta de hecho que la visión del color que distingue a los primates (monos) de los otros mamíferos (que no distinguen los colores) representa un caso de coevolución o coadaptación de los primates, arborícolas como son, a los árboles de las regiones tropicales donde se originaron. Otro grupo de mamíferos que, como los primates, es llamado a la dispersión es el de los macroquirópteros, los llamados zorros voladores, grandes murciélagos propios de selvas tropicales que acuden a las flores, actuando también como polinizadores, y a los frutos. Se llama frugívoros (literalmente comedores de fruta) a los animales que presentan esta adaptación.
En las cerezas el cebo forma parte del fruto, en concreto del mesocarpio, pero en otras especies puede ser parte directamente de la semilla, como ocurre en la granada, cuyas semillas están dotadas de una sarcotesta vistosa y dulce.
Algunos frutos presentan las semillas dispersas en la pulpa, como ocurre en melones, sandías y calabazas (cucurbitáceas, fam. Cucurbitaceae) y también en manzanas, peras y otras rosáceas emparentadas. En estos casos el agente dispersante suele ser algún mamífero omnívoro.
Un caso especial de zoocoria lo ofrecen las plantas que se sirven de hormigas para su dispersión. Este fenómeno, llamado mirmecocoria, no requiere —pero mejor si lo tienen— que las semillas porten una parte, no necesaria para la germinación: los eleosomas o elaiosomas (literalmente «cuerpos grasos»), ricos en nutritivos aceites. Las hormigas recolectan esas semillas transportándolas hasta sus nidos, donde el elaiosoma es separado activamente y la semilla abandonada en un apartado del hormiguero donde se acumulan heces y hormigas muertas que sirven de abono. Pero la presencia de un eleosoma no es del todo imprescindible, pues hay especies de hormigas granívoras (por ejemplo Messor barbarus) que acumulan en el nido, a efecto de reservas alimenticias, frutos y semillas enteras que pueden germinar bajo tierra antes de ser eventualmente usadas como alimento.

## Autocoria
La dispersión de propágulos sin ninguna ayuda externa es llamada autocoria.
Este método limita la distancia de dispersión.
Dos tipos son el de tallos rastreros que llevan las semillas a cierta distancia de la planta original y el uso de semillas con tricomas que le permiten a la semilla arrastrarse cierta distancia.

### Gravedad
Barocoria aprovecha la fuerza de la gravedad, como en los cocos y frutas de pasionaria. La gravedad puede estar ayudada por animales o agua.

### Dispersión balística
Ballocoria es un tipo de dispersión en que las semillas o esporas son emitidas en forma explosiva, por dehiscencia del fruto o cuerpo fructífero. Algunos ejemplos son Impatiens spp., Arceuthobium spp., Ecballium spp., Geranium spp., Cardamine hirsuta y otros. Un ejemplo excepcional es el de Hura crepitans que produce un ruido explosivo. Las explosiones son tan poderosas que pueden arrojar las semillas hasta 100 metros.